# Kompas

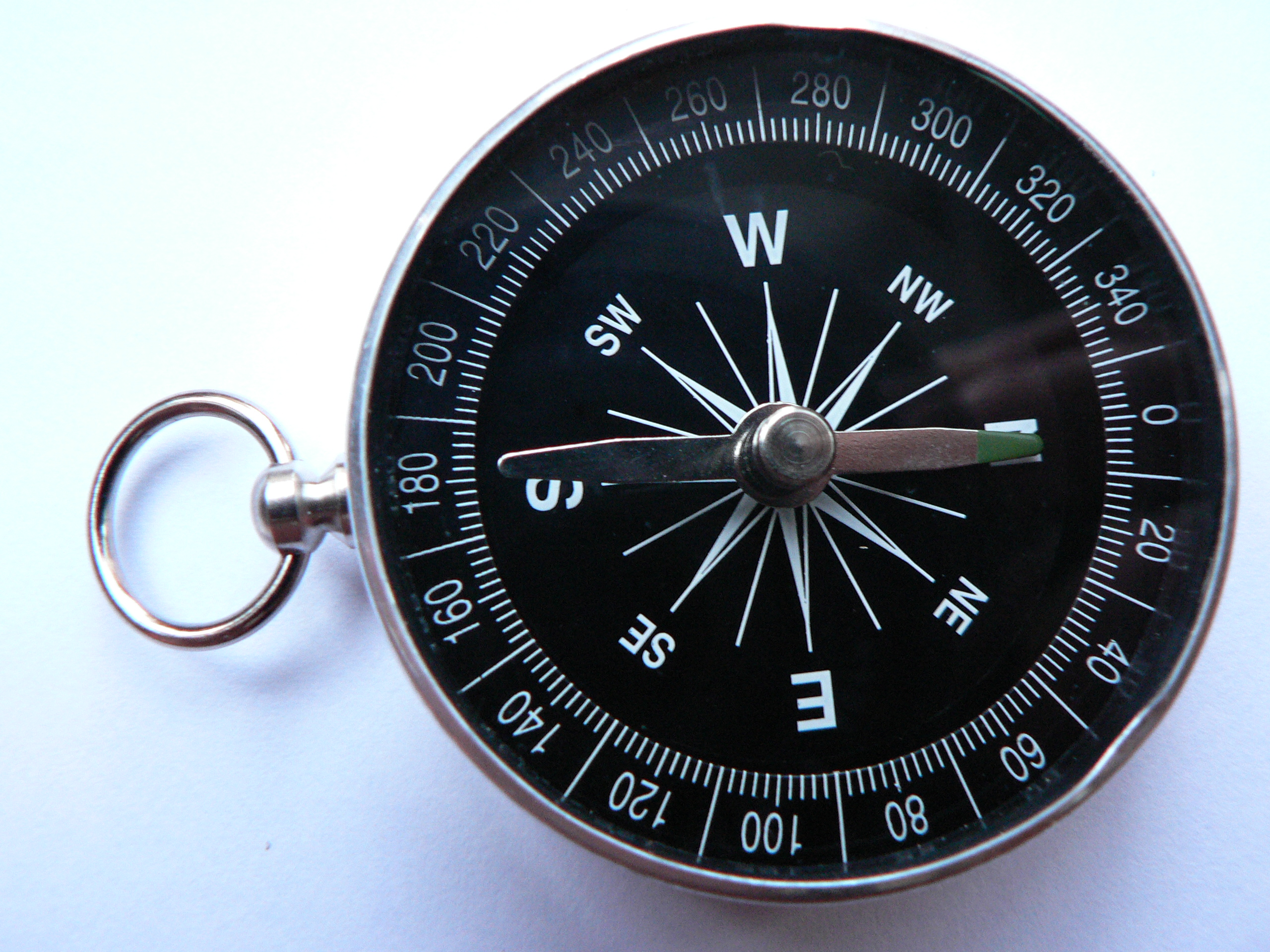
Kompas

Kompas je zařízení k určování světových stran. Typický kompas obsahuje volně pohyblivou magnetickou střelku, která se vlivem zemského magnetického pole natáčí ve směru magnetického severu a jihu. Existují ale i složitější kompasy založené na jiných fyzikálních principech, například gyrokompas.
Kompas je uložen v kompasnici, pouzdru, které přístroj chrání před povětrnostními vlivy.

## Historie

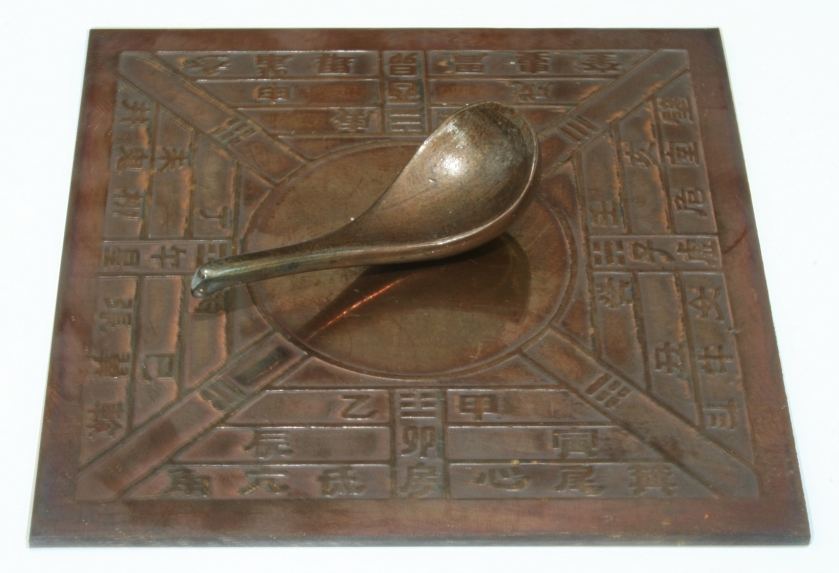
Model starověkého čínského kompasu

Prvním kompasem byl patrně kus magnetovce, plovoucí na dřevěné podložce v nádobě s vodou. Kompasy jsou známy ze starověké Číny. První zmínka o kompasu pochází z 9. století.
Klasický kompas, používaný ve středověku a novověku hlavně v námořní dopravě, se skládá ze střelky tvaru štíhlého kosočtverce, umístěné v pouzdře, na jehož dně je nakreslena kompasová růžice.

## Konstrukce

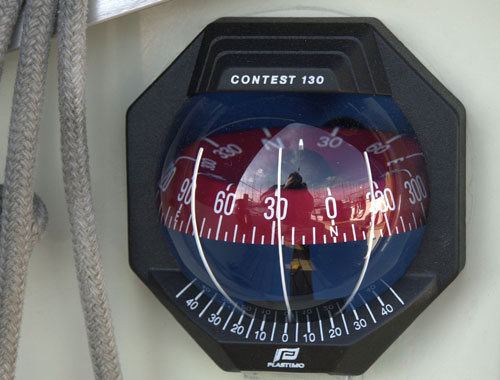
Kulový lodní kompas

Běžné kompasy se skládají z magnetické střelky s barevně (červeně) označeným koncem směřujícím k severu a pouzdra, které střelku chrání, umožňuje její otáčení kolem svislé osy a je v horní části průhledné, aby bylo možné odečítat směr. Pouzdro bývá naplněno tekutinou, která zpomaluje pohyb střelky a tím zkracuje dobu jejího ustálení. Na spodní části pouzdra bývá směrová růžice a případně i úhlová stupnice, které umožňují (po natočení pouzdra ve směru střelky) pohodlněji odečítat světové strany nebo přibližný azimut.
Existují i mírně odlišné konstrukce, například kulový kompas, který umožňuje měření při větším náklonu a mívá rysku pro odečet azimutu pro navigaci například na lodích a v letadlech.

## Doplňkové funkce
Kompas doplněný otočným úhloměrem pro určování azimutu se nazývá buzola. Ta je zpravidla doplněna i stupnicí magnetické deklinace, která umožňuje korigovat odchylku magnetického a geografického severu a kterou je potřeba zohlednit pro přesnější navigaci a v oblastech se zvýšenou deklinací.

## Kompasy složitější konstrukce
- elektronické kompasy – umožňující elektronický přenos hodnoty; například magnetorezistenční kompasy, díky miniaturizaci použitelné v drobné elektronice, nebo citlivé indukční kompasy (fluxgate) s cívkou – oba založené na zemském magnetismu
- gyrokompas – vysokorychlostní setrvačník v Kardanově závěsu se vlivem rotace země ustanoví ve směru zemské osy, tedy pravého severu
- solární kompas – zařízení na určení severu dle polohy Slunce, které si nechal 1836 patentovat Američan W. A. Burt
- satelitní kompas – k určení stran používá signály z umělých družic